# レオポルド・フェデリコ
レオポルド・フェデリコ（Leopoldo Federico, 1927年1月12日 - 2014年12月28日）は、レオポルド・フェデリコ楽団代表およびバンドネオン奏者。
1944年から、ディ・アダモ・フローレス楽団　(La orquesta Di Adamo Flores)でデビュー後、プロのバンドネオン奏者として頭角を現す。カルロス・ディ・サルリ楽団やオラシオ・サルガン楽団で、活躍する。1950年代にアストル・ピアソラ八重奏団のバンドネオン奏者として名をはせる。1958年に、レオポルド・フェデリコ楽団を結成する。ヌエボ・キンテート・レアルにも参加する。
1976年、1985年、1991年、1999年、2003年には公演旅行で日本を訪問した。
2014年12月28日に死去した。87歳であった。

## フェデリコが作曲した著名な曲
- Cabulero － カブレーロ
- Sentimental y canyengue － センチメンタル・イ・カンジェンゲ
- Siempre Buenos Aires － いつもブエノスアイレス
- Tango al cielo － 空へのタンゴ